# Lubomír Nádeníček
Lubomír Nádeníček (né le 11 mars 1947 à Brno) est un athlète tchèque spécialiste du 110 mètres haies. Il mesure 1,76 m pour 67 kg ; ses clubs successifs ont été le RH Praha puis le TŽ Třinec.

## Biographie

### Palmarès
| Date | Compétition           | Lieu     | Résultat | Performance |
| ---- | --------------------- | -------- | -------- | ----------- |
| 1971 | Championnats d'Europe | Helsinki | 2e       | 14 s 30     |
| 1972 | Jeux olympiques d'été | Munich   | 7e       | 13 s 76     |

### Records
| Épreuve          | Performance | Lieu | Date |
| ---------------- | ----------- | ---- | ---- |
| 110 mètres haies | 13 s 4      |      | 1971 |